# Partido Esteban Echeverría
Esteban Echeverría ist der Name eines Partido (Verwaltungseinheit) in der argentinischen Provinz Buenos Aires. Der Hauptort des aus vier Localidades (Ortschaften) bestehenden Partido ist Monte Grande. Esteban Echeverría, das vollständig in der Gran Buenos Aires genannten Agglomeration der Stadt Buenos Aires liegt, erstreckt sich auf einer Fläche von 120 Quadratkilometern und zählt 300.959 Einwohner (2010).

## Lage in der Agglomeration Buenos Aires
Esteban Echeverría liegt circa 20 Kilometer südlich des Zentrums der argentinischen Hauptstadt Buenos Aires, nicht weit von dessen internationalen Flughafen Ezeiza entfernt. Benachbarte Partidos sind im Norden La Matanza, im Osten Lomas de Zamora und Almirante Brown, im Süden Presidente Perón sowie im Westen Ezeiza.

## Gliederung des Partido
Der Partido Esteban Echeverría besteht aus vier sogenannten Localidades, die sowohl miteinander wie auch mit den Nachbarpartidos fast gänzlich verwachsen sind.

### Monte Grande
siehe hierzu auch den Artikel Monte Grande
Monte Grande ist Hauptstadt und Verwaltungssitz des Partido. Mit 109.644 Einwohnern (2001) haben ca. 45 % der Bevölkerung des Partido hier ihren Wohnsitz.

### El Jagüel
siehe hierzu auch den Artikel El Jagüel
El Jagüel liegt zwischen Monte Grande und Ezeiza, dem Hauptort des gleichnamigen Nachbarpartidos, in unmittelbarer Nähe der Anlagen des internationalen Flughafens Buenos Aires. Im Jahre 2001 lebten in El Jagüel 48.781 Menschen.

### Luis Guillón
siehe hierzu auch den Artikel Luis Guillón
Luis Guillón liegt nördlich an Monte Grande angrenzend und hat 37.843 Einwohner (2001).

### 9 de Abril
siehe hierzu auch den Artikel 9 de Abril
9 de Abril zählte im Jahre 2001 40.656 Einwohner, und liegt an der Bundesstraße 4, auch bekannt als Camino de Cintura, einem der Strassenringe der um die argentinische Hauptstadt Buenos Aires führt.